# Joan Enric Vives i Sicília
Joan Enric Vives I Sicília GCC (Barcelona, 24 de julho de 1949) é um prelado espanhol da Igreja Católica, atual arcebispo emérito de Urgel e foi um dos copríncipes de Andorra. Ele foi nomeado oficialmente em 12 de março de 2005, substituindo Joan Martí Alanis. Foi sucedido por Josep-Lluís Serrano Pentinat em 31 de maio de 2025.

## Biografia
Nasceu em Barcelona em 24 de julho de 1949. É formado em Teologia pela Faculdade de Teologia de Barcelona (1976) e em Filosofia e Ciências da Educação, seção de filosofia, pela Universidade de Barcelona (1982). Concluiu os cursos de doutorado em Filosofia na Universidade de Barcelona (1990-1993).
Foi ordenado como sacerdote em 24 de setembro de 1974. Exerceu os cargos de pároco assistente (1974-1981), delegado episcopal para os jovens, arcipreste (1979-1985), membro do conselho presbiteral e do colégio dos consultores (1985-1990), formador do seminário (1987-1990), do Conselho Episcopal (1988-1990), Vice-Reitor da Faculdade Eclesiástica de Filosofia e Reitor do Seminário Maior de Barcelona (1990-1993).
Em 9 de junho de 1993, foi nomeado pelo Papa João Paulo II como bispo-auxiliar de Barcelona, sendo consagrado como bispo-titular de Nin, em 5 de setembro, na por Ricardo María Carles Gordó, arcebispo de Barcelona, coadjuvado por Narciso Jubany Arnau, arcebispo-emérito de Barcelona e Antonio María Javierre Ortas, prefeito da Congregação para o Culto Divino e a Disciplina dos Sacramentos.
Em 25 de junho de 2001 foi nomeado bispo coadjutor de Urgel (Espanha e principado de Andorra) e em 12 de maio de 2003, sucedeu ao Arcebispo Joan Martí i Alanis.
A 5 de março de 2010, foi agraciado com a Grã-Cruz da Ordem Militar de Cristo, de Portugal.
Em 19 de março de 2010, foi elevado a arcebispo ad personam pelo Papa Bento XVI.
A 14 de outubro de 2024, foi agraciado com o grau de Grande-Colar da Ordem do Infante D. Henrique, de Portugal.
Em 31 de maio de 2025, teve sua renúncia aceita pelo Papa Leão XIV.